# Isla Stefansson
Isla Stefansson (Stefansson Island) es una isla del archipiélago ártico canadiense, perteneciente al territorio de Nunavut, Canadá. 

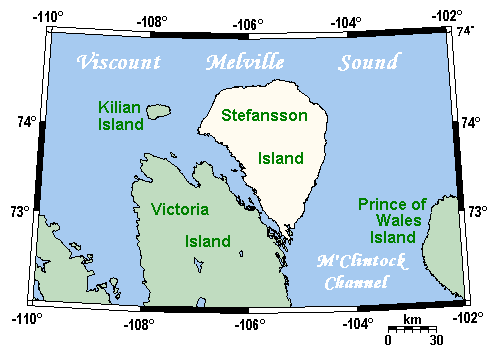
Mapa de Isla Stefansson.

Tiene una superficie de 4 463 km² y por tamaño, ocupa el lugar 128ª del mundo  y 27ª de Canadá. La isla, por el norte, está bañada por las aguas del Estrecho Vizconde Melville (Viscount Melville Sound); y, por el este, por las aguas del Canal M'Clintock. Se encuentra justo al lado de la Península Storkerson de la Isla Victoria, separada por el Canal de Goldsmith. El punto más elevado de Isla Stefansson tiene una altitud es 290 m. 
La isla lleva su nombre en honor del explorador de Canadá Vilhjalmur Stefansson (1879-1962).